# Sudore & sapone - Ase to sekken
Sudore & sapone - Ase to sekken (あせとせっけん?, Ase to sekken) è un manga seinen scritto e disegnato da Kintetsu Yamada, pubblicato dalla Kōdansha su Weekly Morning dal 21 giugno 2018 al 7 gennaio 2021; l'edizione italiana è a cura della RW Edizioni, mediante la propria etichetta Goen, che pubblica l'opera a partire dal 24 febbraio 2023.

## Trama
Asako Yaeshima, dopo essere stata in passato presa in giro riguardo alla sua eccessiva sudorazione, ha sviluppato una sorta di complesso e – lavorando in un'azienda di prodotti per l'igiene intima – fa così ampio uso di saponi e deodoranti per mascherare il proprio odore. 
Un suo collega, Kotaro, che si occupa di sviluppare le fragranze che saranno poi lanciate sul mercato, si ritrova però attratto dall'odore di Asako; sebbene entrambi considerino strano l'inizio del loro rapporto, ben presto i due capiscono di essere reciprocamente attratti anche per altri motivi. Con il passare del tempo, i due decidono così di vivere insieme, sposarsi e, infine, avere un bambino.

## Media

### Manga
La serie è stata scritta e disegnata da Kintetsu Yamada. Un capitolo one-shot è stato pubblicato sulla rivista digitale D Morning di Kōdansha il 4 gennaio 2018. Successivamente questo è diventato una serie che è stata serializzata sulla medesima rivista dal 21 giugno 2018 al 22 agosto 2019. In seguito è stata trasferita su Morning, dove è stata serializzata dal 3 ottobre 2019 al 7 gennaio 2021. I capitoli sono stati raccolti in 11 volumi tankōbon pubblicati dal 10 ottobre 2018 al 21 maggio 2021.
Dopo la serializzazione, Yamada ha pubblicato un dōjinshi di 24 pagine intitolato Kodomo tsukuru hon (こどもつくる本? lett. "Un libro su come fare un bambino") al Comitia 136 nel giugno 2021. La storia narra di Asako e Kotaro che hanno un rapporto sessuale per la prima volta senza contraccettivi.
In Italia la serie è stata annunciata il 15 ottobre 2022 da RW Edizioni che la pubblica sotto l'etichetta Goen nella collana Cult Collection dal 24 febbraio 2021.

#### Volumi
| 1  | 10 ottobre 2018 | ISBN 978-4-06-513342-2 | 24 febbraio 2023 | ISBN 978-88-9284-680-7 (ed. regolare) ISBN 978-8-89-284682-1 (ed. speciale) |
| 1  | Capitoli - 1. Verrò ad annusarti (君のにおいを嗅ぎに来ます?, Kimi no nioi o kagi ni kimasu) - 2. Asazzolente e Asako (汗子ちゃんと麻子さん?, Aseko-chan to Asako-san) - 3. Preparare il cuore (心の準備?, Kokoro no junbi) - 4. Quello che ritengo importante (本当に大事なもの?, Hontōni daijinamono) - 5. La trappola del primo appuntamento (初デートの罠?, Hatsu Dēto no wana) - 6. Un buon odore (嫌じゃない汗?, Iya janai ase) - 7. Lacrime (涙?, Namida) - 8. Tendenze e contromisure per i cambiamenti di odore causati dallo stress mentale (精神的負荷によって生じるにおいの変化の傾向と対策?, Seishin-teki fuka ni yotte shōjiru nioi no henka no keikōtotaisaku) - Extra. Dopo la seconda volta (2ラウンド終了後?, 2-Raundo shūryōgo) |                        |                  |                                                                             |
| 2  | 23 gennaio 2019 | ISBN 978-4-06-514297-4 | 31 marzo 2023    | ISBN 978-88-9284-717-0                                                      |
| 2  | Capitoli - 9. Non voglio cedere (ゆずったりなんてしたくない?, Yuzuttari nante shitakunai) - 10. Cambiare un po' per volta (少しずつ変わって?, Sukoshi zutsu kawatte) - 11. Natori svela il segreto (名取、暴かれる秘密?, Natori, abaka reru himitsu) - 12. Il giovane Kotaro Natori (少年 名取香太郎?, Shōnen Natori Kotarō) - 13. Come uomo (男として?, Otoko to shite) - 14. Famiglia (家族?, Kazoku) - 15. L'uomo di nome Natori (名取とかいう奴?, Natori toka iu yatsu) - 16. Primo incontro (初対面?, Shotaimen) - 17. Quello che loro tre vogliono (3人の欲しいもの?, 3-ri no hoshīmono) - Extra. Voglio abbracciarti (抱きしめたくて?, Daki shimetakute)                                                                                   |                        |                  |                                                                             |
| 3  | 23 aprile 2019 | ISBN 978-4-06-515186-0 | 30 giugno 2023   | ISBN 978-88-9284-719-4                                                      |
| 3  | Capitoli - 18. Impaziente, impegnato, trionfante (焦燥・努力・勝利?, Shōsō doryoku shōri) - 19. Incidente in viaggio d'affari (出張事変?, Shutchō jihen) - 20. Apparizione (発露?, Hatsuro) - 21. Va tutto bene (大丈夫?, Daijōbu) - 22. Due ragazze (2人の女の子?, 2-ri no on'nanoko) - 23. Non c'è nulla di cui hai voglia? (欲しい物はありませんか??, Hoshī mono wa arimasen ka?) - 24. Prima del viaggio (旅行の前に?, Ryokō no mae ni) - 25. Hokkaido (いざ北海道!?, Iza Hokkaidō!) - 26. Il primo bagno caldo (はじめてのお風呂?, Hajimete no o furo) - Extra. I marron glacé (マロングラッセのお知らせ?, Maron Gurasse no oshirase) |                        |                  |                                                                             |
| 4  | 23 luglio 2019 | ISBN 978-4-06-516516-4 | —                | ISBN 978-88-9284-721-7                                                      |
| 4  | Capitoli - 27. (周知開始!?, Shūchi kaishi!) - 28. (紹介?, Shōkai) - 29. (転機?, Tenki) - 30. (男と女?, Otoko to onna) - 31. (はじまりへ?, Hajimari e) - 32. (会議しなくちゃ?, Kaigi shinakucha) - 33. (教えてくれないか?, Oshiete kurenai ka) - 34. (お弁当?, O bentō) - Extra. (初めての甘いにおい?, Hajimete no amai nioi) |                        |                  |                                                                             |
| 5  | 23 ottobre 2019 | ISBN 978-4-06-517224-7 | —                | ISBN 978-88-9284-723-1                                                      |
| 5  | Capitoli - 35. (クリスマスデート!?, Kurisumasu Dēto!) - 36. (名取さん家のお茶?, Natori-san-ka no ocha) - 37. (聖夜?, Seiya) - 38. (八重島家の大晦日?, Yaejima-ka no ōmisoka) - 39. (名取さんいらっしゃい!?, Natori-san irasshai!) - 40. (報告?, Hōkoku) - 41. (新しい1年?, Atarashī 1-nen) - 42. (2人に捧ぐ3つの心得?, 2-ri ni sasagu 3-ttsu no kokoroe) - 43. (いざ内見!!?, Iza naiken!!) - Extra. (冬の脱ぎたて?, Fuyu no nugi-tate) |                        |                  |                                                                             |
| 6  | 23 gennaio 2020 | ISBN 978-4-06-518208-6 | —                | ISBN 978-88-9284-725-5                                                      |
| 6  | Capitoli - 44. (乙女の準備?, Otome no junbi) - 45. (勇気?, Yūki) - 46. (お引っ越し?, O hikkoshi) - 47. (誕生日おめでとう?, Tanjōbiomedetō) - 48. (おしえてください?, Oshiete kudasai) - 49. (引っ越し完了!?, Hikkoshi kanryō!) - 50. (同棲開始!?, Dōsei kaishi!) - 51. (2人の生活?, 2-ri no seikatsu) - 52. (足りないもの?, Tarinaimono) - Extra. (姉のおねがい?, Ane no onegai) |                        |                  |                                                                             |
| 7  | 23 aprile 2020 | ISBN 978-4-06-519205-4 | —                | —                                                                           |
| 7  | Capitoli - 53. (はじまりの朝?, Hajimari no asa) - 54. (ダラダラしようよ?, Daradara shiyōyo) - 55. (ファーストコンタクト?, Fāsuto Kontakuto) - 56. (いらっしゃい、麻子ちゃん?, Irasshai, Asako-chan) - 57. (名取家の宴?, Natori-ka no utage) - 58. (すき?, Suki) - 59. (静かな朝?, Shizukana asa) - 60. (帰り道?, Kaerimichi) - 61. (これを乗り切れば?, Kore o norikireba) - 62. (核心?, Kakushin) |                        |                  |                                                                             |
| 8  | 20 luglio 2020 | ISBN 978-4-06-520281-4 | —                | —                                                                           |
| 8  | Capitoli - 63. (一周年前夜?, Ichi-shūnen zen'ya) - 64. (プレゼントのお返しに?, Purezento no okaeshi ni) - 65. (お祝いとそれから?, Oiwai to sore kara) - 66. (夏に向けて?, Natsu ni mukete) - 67. (2度目の社員旅行?, 2-dome no shain ryokō) - 68. (灼熱ビーチバレー!?, Shakunetsu bīchibarē!) - 69. (どうかしてる?, Dōka shi teru) - 70. (夏の思い出?, Natsu no omoide) - 71. (イメトレ?, Imetore) - Extra. (ベッドがいいです?, Beddo ga īdesu) |                        |                  |                                                                             |
| 9  | 20 novembre 2020 | ISBN 978-4-06-520980-6 | —                | —                                                                           |
| 9  | Capitoli - 72. (夏祭り!?, Natsu matsuri!) - 73. (私を見つけて?, Watashi o mitsukete) - 74. (麻子、風邪を引く?, Asako, kaze o hiku) - 75. (8月の終わり?, 8 tsuki no owari) - 76. (みつきちゃん?, Mitsuki-chan) - 77. (がんばってね?, Ganbatte ne) - 78. (異変?, Ihen) - 79. (いやな思い出?, Iyana omoide) - 80. (限界?, Genkai) |                        |                  |                                                                             |
| 10 | 22 febbraio 2021 | ISBN 978-4-06-522342-0 | —                | —                                                                           |
| 10 | Capitoli - 81. (心を洗い流すもの?, Kokoro o arainagasu mono) - 82. (いつもの朝?, Itsumo no asa) - 83. (結婚に向けて?, Kekkon ni mukete) - 84. (ビシッと決めたい!?, Bishitto kimetai!) - 85. (家族になる日 ①?, Kazoku ni naru hi 1) - 86. (家族になる日 ②?, Kazoku ni naru hi 2) - 87. (晴れの日?, Hare no hi) - 88. (結婚式のこと?, Kekkonshiki no koto) - 89. (結婚準備は甘くない?, Kekkon junbi wa amakunai) - 90. (ドレスフィッティング?, Doresu Fittingu) |                        |                  |                                                                             |
| 11 | 21 maggio 2021 | ISBN 978-4-06-523109-8 | —                | —                                                                           |
| 11 | Capitoli - 91. (ブライダルインナー?, Buraidaru Innā) - 92. (最近どうしてる??, Saikin dōshiteru?) - 93. (年の瀬?, Toshinose) - 94. (地獄の2月?, Jigoku no 2 tsuki) - 95. (準備万端…??, Junbimantan…?) - 96. (2人の晴れ姿?, 2-ri no haresugata) - 97. (祝福に感謝を?, Shukufuku ni kansha o) - Extra. (それからの二人 前編?, Sore kara no futari zenpen) - Extra. (それからの二人 後編?, Sore kara no futari kōhen) |                        |                  |                                                                             |

### Dorama
Nel gennaio 2022 è stato annunciato che la serie avrebbe ricevuto un adattamento dorama, il quale è stato trasmesso nel blocco di programmazione Drama Tokku di MBS dal 4 febbraio al 1º aprile dello stesso anno.

## Accoglienza
Sudore & sapone si è classificato al secondo posto nella terza edizione del Tsutaya Comic Award del 2019. La serie si è anche classificata al 9º posto al quinto Next Manga Award nella categoria digitale. Insieme a Dr. Stone e Heterogenia Linguistico, la serie si è classificata al 17º posto nella guida Kono manga ga sugoi! di Takarajimasha rientrando nella lista dei migliori manga del 2020 per lettori di sesso maschile. Si è classificato al sesto posto nella classifica "Fumetti consigliati dai dipendenti della libreria nazionale del 2020" dalla libreria online Honya Club. Il manga è stato nominato per il 45° Kodansha Manga Award nella categoria generale del 2021.
Rebecca Silverman di Anime News Network ha scritto che mentre la storia d'amore "basata sull'annusarsi" è "un po' imbarazzante" o "scomoda", "vale comunque la pena dargli una possibilità", aggiungendo: "è facile mettersi nei panni di Asako e Natori e nel romanticismo, questa è spesso la cosa più importante". Brittany Vincent di Otaku USA ha definito la relazione dei protagonista "decisamente invidiabile" e ha affermato che la storia è "unica e procede con un buon ritmo". Demelza di Anime UK ha scritto che, nonostante una premessa "un po' inquietante e scoraggiante", non si aspettava una serie romantica così dolce, definendo "sano il contenuto della storia" e "una lettura avvincente e commovente", concludendo: "Se stai cercando una dolce storia d'amore che coinvolga personaggi adulti, provala a colpo sicuro!".